# مهلزان
مهلزان هي قرية في مقاطعة خوي، إيران. يقدر عدد سكانها بـ 393 نسمة بحسب إحصاء 2016.